# Подкрасне
Подкрасне (пол. Podkrasne) — село в Польщі, у гміні Старе Замостя Замойського повіту Люблінського воєводства.
Населення — 194 особи (2011).
У 1975-1998 роках село належало до Замойського воєводства.

## Демографія
Демографічна структура станом на 31 березня 2011 року:
|          | Загалом | Допрацездатний вік | Працездатний вік | Постпрацездатний вік |
| -------- | ------- | ------------------ | ---------------- | -------------------- |
| Чоловіки | 94      | 18                 | 64               | 12                   |
| Жінки    | 100     | 22                 | 56               | 22                   |
| Разом    | 194     | 40                 | 120              | 34                   |